# 이재용
이재용(李在鎔, 1968년 6월 23일~)은 대한민국의 기업인이다. 삼성그룹 제3대 총수, 삼성전자 회장이다.

## 학력
- 1981년: 경기초등학교 졸업
- 1984년: 청운중학교 졸업
- 1987년: 경복고등학교 졸업
- 1992년: 서울대학교 동양사학 학사
- 1995년: 게이오기주쿠대학교 대학원 경영학 석사
- 2000년: 하버드 대학교 대학원 경영학 박사과정 수료

## 생애
1968년 6월 23일 이건희와 홍라희 사이의 1남 3녀 중 장남으로 태어났다. 경기초등학교, 청운중학교, 경복고등학교, 서울대학교에서 동양사학 학사, 게이오기주쿠 대학 대학원 경영학 석사, 아이비 리그 하버드대학교 경영대학원(Harvard Business School) 경영학 박사를 수료하였다.
1998년 6월 임창욱의 장녀 임세령과 결혼하였고 임세령과의 사이에 아들 한 명과 딸 한 명을 두었다. 임세령이 2009년 2월 12일에 '소송이혼' 절차를 밟았으나 이후 이 소송을 취하하고 2009년 2월 18일 조정이혼으로 이혼이 완료되면서 '합의이혼'으로 마무리되었다.
1991년 삼성전자에 입사하였고, 회사 임원으로 있으면서 미국과 일본에서 대학원 과정을 유학하고 돌아와 2001년 삼성전자 경영기획팀 상무보로 승진했고 2년 뒤인 2003년 삼성전자 경영기획팀 상무로 승진을 했으며 4년 뒤인 2007년 전무로 승진하면서 경영진으로 편입하였다.
대한민국 내에서 벤처 사업 창업이 활발하던 1990년대 말 재벌 3세로서 인터넷 사업 분야를 통해 처음으로 전면에 나섰었고 2000년 'e삼성'을 이끌었지만 실패하였다.
삼성전자 경영기획팀 상무보(2001년), 삼성이건희회장장학재단 이사(2002년), 삼성전자 경영기획팀 상무(2003년), S-LCD 등기이사(2004년), 삼성전자 경영기획팀 전무(2007년), 삼성전자 부사장 겸 최고 운영 책임자(2009년), 삼성전자 사장(2010년), 삼성전자 부회장(2012년) 등 여러 보직을 거치게 되었다.
2018년 제3차 남북정상회담 때 방북단 특별수행원으로 참여하였다.
2009년 서울시 한남동으로 옮기기 전까지 거주했던 용산구 이태원 언덕길에 있는 단독주택 터와 마당 등 총 5개 필지(대지면적 1646.9㎡)를 2020년 4월 8일에 동생 이서현 삼성복지재단 이사장(전 삼성물산 패션부문 사장)에게 매각했다.
해당 부지에 있던 지하 1층~지상 2층, 건축 연면적 578.42㎡ 규모로 1992년에 매입한 단독 주택으로 2009년 한남동 단독주택으로 거주를 옮기면서 해당 주택 거주자는 불분명한 유치원 용도로 사용하면서 종합부동산세를 12년동안 납부하지 않았으며 2018년 11월 주택을 철거한 채 공터로 놔뒀다. 2019년 1월 1일 기준으로 자택 부지 개별 공시지가는 약 97억 원이었으나  자택의 용도를 ‘노유자시설(영유아보육시설, 아동복지시설 등)’로 변경한 2007년 이후 12년간 공시지가 평가를 받지 않았고 용산구청은 해당 자택을 유치원으로 보고 2018년까지 재산세를 부여했다.
2021년 8월 13일, 이재용은 수감된지 207일만에 광복절 특별 사면으로 가석방되었다.
2022년 10월 이사회 의결을 거쳐 회장으로 승진했다. 삼성전자 이사회 의결로 회장 자리에 취임했으나 별도의 회장 취임식은 갖지 않았다.

## 비판 및 논란
박영수 특별검사팀은 2017년 1월 12일에 이재용을 1차 소환조사하였고 1월 16일 이재용에 대해 구속 영장을 청구하였는데, 이규철 특검보는 브리핑에서 "금일 이재용 삼성전자 부회장에 대하여 뇌물공여, 특정경제범죄가중처벌등에 관한 법 위반 횡령, 국회에서의 위증 혐의로 구속영장을 청구하였다"라고 설명하였다.
2017년 1월 18일 서울중앙지방법원 영장 전담 부장판사 조의연은 이재용 구속 영장 청구에 대해 영장실질심사를 하였고 2017년 1월 19일 기각 결정을 내렸다. 박영수 특별검사팀은 2017년 2월 13일 2차 소환 조사한 후 구속 영장을 재청구하였다. 2017년 2월 16일 서울중앙지방법원 영장 전담 판사 한정석은 이재용 구속영장 청구에 대해 영장실질심사를 하였고 2017년 2월 17일 구속영장을 발부하였다.
2017년 8월 7일 특검에서는 징역 12년을 구형했다. 2017년 8월 25일 뇌물관련 재판 1심에서 뇌물공여, 특정경제범죄가중처벌법상 횡령 등 5개 혐의가 인정되어 징역 5년을 선고받았으나 이에 불복하여 항소하였다.
항소심 최후진술에서 "선대(先代)가 남긴 유산을 물려받는 것이 아닌 성공한 기업인이 되고 싶다"며 "삼성에 실망한 국민을 어떻게 대해야 할지 모르겠다"고 취지의 진술을 하였다. 2018년 2월 5일 열린 선고공판에서 서울고법 형사13부(재판장 정형식 부장판사)는 이재용이 최순실에게 소극적으로 지원해 박근혜 대통령으로부터 질책을 받은 것을 근거로 하여, 경영권 승계 등 대가성 뇌물이 아닌 박근혜와 최순실의 강요에 의해 어쩔 수 없이 건넨 것으로 판단하였다. 최순실 측에 준 용역대금 일부만 죄를 인정하고 나머지 혐의는 대부분 무죄로 판명되어, 1심과 달리 징역 2년 6개월 집행유예 4년을 선고받아 구속된지 353일 이후에 석방되었다.
2심 판결에 대해 보수우파 언론들과 경제신문, 자유한국당 등은 "여론재판과 특검의 억지 논리가 통하지 않았다"는 긍정적인 반응을 보인 반면에, 더불어민주당과 진보좌파 언론, 시민단체 등에서는 법원 판결을 "유전무죄 무전유죄"라고 이재용을 비판하였다. 청와대 국민청원 게시판에는 정형식 판사에 대해서 "이 판결과 그 동안 판결에 대한 특별 감사"를 요구하는 청원이 20만여 명을 초과해 청와대의 답변 대상에 들어갔다. 이에 대해 청와대는 "재판에 관여하거나 판사 개인에 대해 처벌하거나 징계할 권한이 없다"고 답변하였다. 그러면서도 정형식 서울고법 부장판사에 대한 파면을 요구한 국민청원 내용을 대법원에 전달하는 모순적인 행동을 보였으나, 대한변호사협회는 "법원의 독립을 침해할 소지가 있다는 점에서 우려하지 않을 수 없다"며 반박하였다.
한편 박영수 특검이 이재용 부회장에 대한 공소장을 4번이나 변경하는 등 모순적인 태도를 취하고 있다는 비판 또한 제기되었다. 특검은 4번째 공소장 변경을 통해서 '0차 독대설'을 제기하였고, 승마지원에 대해 단순뇌물죄뿐만 아니라 제3자 뇌물죄까지 예비적으로 추가한다고 밝혔다. 즉 단순뇌물죄를 1차적으로 보되, 안 되면 제3자 뇌물죄를 봐달라는 뜻이다. 하지만 0차 독대설을 증명할 안봉근 전 비서관은 "날짜를 기억하지 못한다"고 증언하여 추가 독대가 1차 독대 전인지 후인지 명확히 밝히지 못했다. 또한 "최순실이 승마지원을 받았기 때문에 단순뇌물죄 적용이 불가능하다"는 변호인단의 주장에도 불구하고 특검은 부정청탁 입증이 필요 없는 단순뇌물죄를 고집했는데, 결심공판을 앞두고 제3자 뇌물죄를 추가하는 것을 두고 특검의 논리에 문제가 있다는 비논리적인 지적이 제기되었다.

### 삼성물산·제일모직 합병 의혹과 삼성바이오로직스 회계사기
2018년 11월 금융위원회 산하 증권선물위원회가 삼성바이오로직스의 분식회계 의혹을 검찰에 고발한 뒤 19개월 동안 삼성바이오 등을 50여 차례 압수수색을 했고, 삼성 임직원 110여 명을 430여 회 조사하는 등 수사 막바지이던 2020년 5월 26, 29일 두 차례 검찰 조사에서 "보고받거나 지시한 적이 없다"고 했던 이재용이 기소가 타당한지 여부를 확인하기 위해 6월 2일 대검찰청 수사기소위원회 소집 신청서를 제출한 다음날인 3일 서울중앙지검 경제범죄형사부(부장 이복현)는 최지성 전 미래전략실장, 김종중 전 미래전략실 전략팀장과 함께 2015년 합병 당시 제일모직 최대주주였던 이재용 부회장에게 유리하도록 삼성물산이 회사 가치를 떨어뜨리고, 제일모직은 자회사 삼성바이오로직스의 회계 조작을 통해 회사 가치를 부풀렸다"며 자본시장법 위반(부정거래 및 시세조종 행위), 주식회사 등의 외부감사에 관한 법률 위반 등의 혐의로 수사를 시작한지 1년 8개월 만에 구속영장을 청구하였다. 영장실질심사를 담당한 서울중앙지법의 원정숙 영장전담 부장판사는 8일 오전 10시 30분부터 오후 9시 7분까지 점심식사와 두 차례 휴정을 제외하고 진행한 영장심사를 진행하며 “민사판결에서 이미 합병이 적법하다고 판결했고, 시세조종이나 부정거래라는 검찰 주장은 상식 밖”이라는 변호인의 주장 끝에 “기본적 사실관계는 소명되었고, 검찰은 그간의 수사를 통하여 이미 상당 정도의 증거를 확보하였다 그러나 불구속재판의 원칙에 반하여 피의자들을 구속할 필요성 및 상당성에 관하여는 소명이 부족하다”며 영장을 기각하였다.
삼성물산 지분 7%를 가진 미국계 사모펀드 엘리엇이 삼성물산과 제일기획의 합병을 반대하자 골드만삭스 회장에 자문을 구하고 한국에 초청해 이재용 부회장의 주재로 열린 회의에서 미래전략실 임원들도 참여했고, 국민연금 등 기관 주주들을 설득하는 한편, KCC 등 합병 우호 세력을 포섭해 삼성물산 자사주를 넘겨 찬성을 유도한다, 제일모직에 대한 인위적인 주가 부양, 합병에 긍정적인 보고서를 유도하자는 계획 등이 담긴 긴급대응전략을 마련했다. 이 과정에서 국민연금 기금운용본부장을 압박하고, 대주주인 외국계 회사 회장에게는 ′합병에 찬성하면 이 부회장을 만나게 해주겠다′고 설득하였다.
자사의 가치를 억지로 떨어뜨려 합병에 나서야 이재용이 주식을 보유하지 않은 삼성물산은 자사의 가치를 떨어뜨려 합병에 나서면서 합병 시나리오의 설계 ′용역비′ 240여억 원까지 떠맡았다.
일반 시민들로 구성된 10여명의 시민위원들이 6월 11일 오후2시 "앞으로 수사 과정에서 불리한 위치에 놓인 피의자들이 지연 전략 등으로 이 제도를 악용할 가능성이 높게 된다"는
검찰과 “사회적으로 이목이 집중된 사건에서 국민 참여로 기소 여부 등을 심사하자는 수사심의위 제도 취지에 이번 사건이 가장 잘 들어맞는다”며 “이번 사건을 심의조차 하지 않는다면 이 제도에 ‘사형선고’를 내리는 것”이라는 주장을 펼친 변호인단이 제출한 A4용지 총 120쪽 분량의 의견서를 읽은 후 심사를 벌였으며 논의가 시작된지 3시간여 만인 5시40분께 검찰은 부의심위에서 수사심의위에 넘겨 검찰이 아닌 외부 전문가들로부터 기소 여부 등을 판단 받도록 했다.

### 향정신성의약품 마약 투약
프로포폴을 약 41차례 용도와 맞지 않게 투약받은 혐의로 기소되었고, 2021년 10월 26일 1심 공판에서 혐의가 인정되어 추징금 형을 받았다.

### 삼성에버랜드 전환사채 주주사기
삼성전자 전무로 있으면서 일본 게이오대학원에 다니던 1995년에 아버지로부터 61억원을 받아 증여세를 16억원 납부하고 이후 삼성전자 전략기획실 사장이 되는 김인주와 삼성그룹 부회장 이학수의 도움을 받아 삼성그룹 비상장 계열사인 에스원의 주식 12만여 주를 23억원에, 삼성엔지니어링 주식 47만주를 19억원에 매입하고 얼마 후 두 회사를 상장하면서 보유 주식을 605억원에 매각하여 시세 차익 563억원 남겼다.
이후, 세법상 평가이익이 12만 7750원에, 법원 재판 과정에서 주식으로 전환하면 예상되는 가격을 최소한으로 산정해도 주당 1만 4825원이 예상되었던 에버랜드 전환사채를 7700원에 발행하였으나 기존 주주였던 삼성 계열사들이 일제히 권리를 포기하고 3자 배정 방식으로 이재용이 1996년 12월에 7700원에 인수하였다.
그렇게 매입한 삼성에버랜드 주식으로 삼성생명 ☞ 삼성카드 ☞ 삼성전자 ☞ 삼성에버랜드로 이어지는 순환출자 구도에 의해 삼성그룹을 지배할 수 있게 되었다.

## 경영 내역

### e삼성 실패
하버드대학교에 재학 중이던 2000년 5월, 인터넷 벤처 지주회사인 e삼성과 e삼성인터내셔널 회사 자본금은 400억원 가운데 e삼성 지분 60%, e삼성인터내셔널 지분 55%를 보유한 최대주주가 됐다. 이재용은 e삼성 지분 240만 주를 120억원을 투자했다. 6월까지 6개 회사, 7월에는 8개 회사가 출범한 이후 삼성그룹의 컨트롤타워였던 구조조정본부가 모든 사업을 총괄하면서 그룹 계열사의 핵심 인재들을 차출했다. 각종 인터넷 장비와 컴퓨터 등은 삼성SDS로부터 무상으로 제공받았다. 하지만 2001년 2월 120억원을 투자한 e삼성 지분을 제일기획에 208억원을 받고 매각했다. 껍데기만 남은 e삼성인터내셔널 주식 480만주(60%)는 삼성SDS와 삼성SDI 등에 넘겼고 금융포털이었던 가치네트 주식은 삼성카드와 삼성증권 등 금융계열사에, 보안회사였던 시큐아이닷컴와 에스원에 매각했다. 제일기획이 매입한 e삼성 주식은 2004년에 55억원으로 떨어졌고 이후 전액 손실 처리되었는데 삼성그룹은 2016년 제일기획 매각 계획을 발표했다.

### 사법 리스크 이후의 과제와 경쟁력 회복
2025년 7월 17일 대법원의 불법 승계 관련 무죄 판결로 10년에 걸친 사법적 논란에서 벗어났지만, 그 과정에서 드러난 내부 경쟁력의 약화와 미래 전략의 부재가 주요 과제로 부상하고 있다. 반도체 시장에서 한때 세계 1위를 지키던 삼성은 AI 시대 도래와 함께 HBM 기술에서의 설계 결함, 기술 리더십의 부재, 조직 내부의 책임 회피 등으로 위기를 맞았으며, 이는 경쟁사인 SK하이닉스가 주도권을 잡는 배경이 되었다. 또한 미래 산업 분야에서 대형 M&A의 부재와 명확하지 않은 투자 방향성은 전략적 불확실성을 심화시켰다. 지배구조 측면에서도 삼성생명이 보유한 삼성전자 지분 처리 문제, 복잡한 회계 구조, 그리고 규제 위반 소지가 있는 지배방식이 여전히 해결되지 않은 채 남아 있으며, 향후 경영 안정성에 대한 지속적인 의문을 낳고 있다. 삼성은 여전히 반도체, 스마트폰, 바이오 생산능력 등에서 세계적인 성과를 보이고 있지만, 기술 경쟁력 회복, 미래 비전 제시, 지배구조 개편이라는 세 가지 과제를 해결하지 않으면 지속 가능한 성장에 제약을 받을 수밖에 없다.

## 가족 관계
- 할아버지: 이병철(李秉喆, 1910~1987) 삼성그룹 창업주[48]
- 할머니: 박두을(朴杜乙, 1907~2000)
  - 아버지: 이건희(李健熙, 1942~2020) 삼성그룹 제2대 총수, 이병철 창업주의 아들
  - 고모: 이명희(李明熙, 1943~) 신세계그룹 회장, 이병철의 딸
- 외할아버지: 홍진기(洪璡基, 1917~1986) 중앙일보 창간, 제9대 법무부 장관, 제19대 내무부 장관
- 외할머니: 김윤남(金允楠, 1924~2013) 김신석 중추원 참의의 딸
  - 외삼촌: 홍석현(洪錫炫 1949~) 중앙그룹 회장, 제20대 주미대사
  - 외숙모: 신연균(1953~) 신직수 제22대 법무부 장관의 딸
  - 외사촌동생: 홍정도(1977~) 주식회사 중앙일보 JTBC 사장
  - 어머니: 홍라희(洪羅喜, 1945~) 삼성미술관 리움 관장
    - 첫째 여동생: 이부진(李富眞, 1970~) 호텔신라 사장
    - 둘째 여동생: 이서현(1973~) 삼성물산 패션부문 사장
    - 셋째 여동생: 이윤형(1979~2005)
      - 아들: 이지호(2000~)
      - 딸: 이원주(2004~)

## 같이 보기
- 이병철
- 이건희
- 삼성그룹
- 삼성전자